# Batthyány-Strattmann Ödön
Herceg németújvari Batthyány-Strattmann Ödön (Milánó, 1827. november 21. – Körmend, 1914. október 29.) vitorlázó, földbirtokos, a főrendi ház örökös tagja, császári és királyi kamarás; a 6. Batthyány-Strattmann herceg.

## Életútja

A Flying Cloud nevű vitorlása

A Balaton-Füredi Yacht Egylet lobogója, melyre világosan hatással voltak angliai élményei

A magyar főnemesi gróf németújvári Batthyány család sarja. Apja herceg németújvari Batthyány-Strattmann Gusztáv (1803–1883) Güssig örökös ura, Vas vármegye örökös főispánja, az 5. Batthyány-Strattmann herceg, nagybirtokos, anyja báró Wilhelmine von Ahrenfeldet (1791-1840). Az apai nagyszülei gróf németújvári Batthyány Antal József (1762–1828), nagybirtokos és gróf Cecilie Rogendorf (1775–1814) voltak.
Milánóban született, ahol akkor atyja, herceg Batthyány-Strattmann Gusztáv, az ott állomásozó egyik huszárezredben szolgált. Mint ifjú, hosszabb ideig lakott atyjának egyik Vas megyei birtokán, Rohoncon, ahol különösen emberbaráti érzelmeinél fogva mindenki szerette a jótékony főurat. Az 1848. évi pozsonyi országgyűlésen élénk részt vett, később mint nemzetőr szerepelt, a szabadságharc befejezése után pedig Angliába ment. Tanulmányait Itáliában és Angliában végezte. Csak az 1860-as években, midőn a nemzet és királya közt megtörtént az első közeledés, tért vissza hazájába s több éven át ismét Rohoncon lakott. Atyjának, herceg Batthyány-Strattmann Gusztávnak 1883. évben történt elhalálozása után átvette a gróf Batthyány Lajos nádor alapította magyarországi, a herceg Batthyány Károly tábornagy alapította ausztriai és a gróf Strattmann-féle ausztriai hitbizományi javak birtoklását. A család székhelyét, a körmendi várkastélyt, melyben nagyértékű történelmi fegyvertár volt elhelyezve, teljesen renováltatta. Nagy szeretettel viseltetett mindig a család székhelye, Körmend városa iránt, amely fellendülését nagyrészt a nemes főúr gondoskodásának és bőkezűségének köszönhetette. 1884-ben valóságos belső titkos tanácsos lett és több külföldi rendjel tulajdonosa volt. Angliában vásárolta 75 tonnás, kétárbocos szkunerét, a Flying Cloudot, melynek legénységével 1862. június 23-án három más, nagyobb hajó előtt megnyerte a Royal Thames Yacht Club által kiírt vitorlásversenyt. Ezt követően augusztus 22-én Torquayban és augusztus 31-én Plymouthban is győzelmet aratott. A magyar versenysport első külföldi sikert elért képviselője volt. Meghonosította a Balatonon a vitorlásversenyzést, 1867-ben életre hívta a Balaton-Füredi Yacht Egyletet, ezen intézmény élén állt mint parancsnok. 1869 és 1871 között Angliában még 14 alkalommal versenyzett és ebből 13 győzelmet aratott. A Royal Albert Club megválasztotta commodore-ává. A főrendiházban a kormányon lévő Szabadelvű Pártot támogatta.